# Diocesi di Chio
La diocesi di Chio o diocesi di Scio (in latino Dioecesis Chiensis) è una sede della Chiesa cattolica in Grecia suffraganea dell'arcidiocesi di Nasso. Nel 2023 contava 500 battezzati su 209.600 abitanti. La sede è vacante.

## Territorio
La diocesi estende la sua giurisdizione sui fedeli cattolici di rito latino delle isole greche di Lemno, Lesbo, Chio, Samo e Icaria.
Sede vescovile è la città di Chio, dove si trova la cattedrale di San Nicola.
Il territorio si estende su 4.116 km² ed è suddiviso in 3 parrocchie: la cattedrale e due chiese, entrambe dedicate a Maria Assunta, sulle isole di Samo e Lesbo.

## Storia
Chio è un'antica sede greca, attestata già a partire dal V secolo, elevata al rango di metropolia nel XIV secolo.
A seguito della quarta crociata (1204), fu istituita la diocesi di rito latino, il cui primo vescovo è menzionato tuttavia solo nella prima metà del XIV secolo.
Originariamente era suffraganea dell'arcidiocesi di Rodi. Il 9 marzo 1222 entrò a far parte della provincia ecclesiastica dell'arcidiocesi di Mitilene, ma successivamente ritornò ad essere suffraganea di Rodi. Nel 1642 entrò a far parte della provincia ecclesiastica dell'arcidiocesi di Nasso.
È sull'isola di Chio che le relazioni fra cattolici e ortodossi furono tra le migliori di tutto l'Oriente e non sono documentati episodi di manifesta ostilità nei confronti dei cattolici. I gesuiti, installati sull'isola a partire dal 1590, non avevano difficoltà a predicare nelle chiese ortodosse e i vescovi latini non di rado officiavano nei monasteri greci. Questa collaborazione durò fino a circa la fine del XVII secolo.
Nel 1668 l'isola di Chio, abitata da 40 000 persone di cui 6 000 cattolici, era occupata dai turchi, che avevano requisito anche la cattedrale di Santa Maria. Nel 1754 gli abitanti dell'isola erano 60 000, di cui 3 500 cattolici. Il numero dei cattolici continuò a diminuire drasticamente nel corso dei due secoli successivi.
Il 30 marzo 1930 cedette l'isola di Patmo all'arcidiocesi di Rodi, mentre il 20 agosto 1931 in forza del breve Quae catholico di papa Pio XI incorporò l'isola di Lesbo, fino ad allora appartenuta all'arcidiocesi di Smirne.
Dal 1939 la diocesi non ha più un proprio vescovo ed è retta da un amministratore apostolico (per lo più gli arcivescovi metropoliti di Nasso).

## Cronotassi
Si omettono i periodi di sede vacante non superiori ai 2 anni o non storicamente accertati.

### Vescovi greci
- Trifone † (prima del 450 - dopo il 458)
- Giorgio † (menzionato nel 680)
- Teofilo † (menzionato nel 787)
- Costantino † (X secolo)[1]
- Nicola † (XI secolo)[2]

### Vescovi latini
- Ruffino, O.P. † (1322)
- Gilfort, O.P. †
- Giovanni, O.P. † (12 giugno 1329 - 27 giugno 1330 nominato vescovo di Corfù)
- Oddoino † (21 aprile 1343 - ? deceduto)
- Benedetto de Pupio, O.P. † (8 luglio 1349 - ? deceduto)
- Manfredi da Cocconato, O.F.M. † (21 luglio 1360 - ? deceduto)
- Ugo de Flavigney, O.F.M. † (19 gennaio 1384 - ?)
- Giovanni Battito † (menzionato nel 1391)
- Carlo Giustiniani † (1º settembre 1395 - ?)
- Tommaso Pallavicini † (6 febbraio 1400 - ?)
- Leonardo Pallavicini † (9 agosto 1409 - ? deceduto)
- Antonio Pallavicini † (31 luglio 1450 - ?)
- Gerolamo Camulio † (31 dicembre 1470 - ? deceduto)
- Paolo de Monelia, O.P. † (1º febbraio 1499 - ? deceduto)
- Benedetto Giustiniani † (16 novembre 1502 - 1533 deceduto)
- Giovanni Vigerio de Voragine, O.F.M.Conv. † (14 gennaio 1534 - ? dimesso)
- Paolo de Flisco † (27 giugno 1550 - ? deceduto)
- Timoteo Giustiniani † (14 aprile 1564 - 5 aprile 1568 nominato vescovo di Strongoli)
  - Sede vacante (1568-1579)
- Benedetto Garretto, O.F.M. † (30 gennaio 1579 - 1597 deceduto)[3]
- Gerolamo Giustiniani, O.P. † (15 dicembre 1599 - 1604 dimesso)
- Marco Giustiniani, O.P. † (31 maggio 1604 - circa 1640 deceduto)
- Andrea Soffiano † (10 marzo 1642 - dopo il 1668 deceduto)
- Leonardo Balsarini † (dopo il 1668 succeduto - 19 dicembre 1698 nominato arcivescovo di Corinto)
- Tommaso Giustiniani, C.R.M. † (28 maggio 1700 - 22 luglio 1709 nominato vescovo di Nebbio)
  - Sede vacante (1709-1720)
- Filippo Bavestrelli † (30 settembre 1720 - 6 aprile 1754 deceduto)
- Giovanni Battista Bavestrelli † (16 settembre 1754 - 31 agosto 1772 nominato vicario apostolico di Costantinopoli)
- Giovanni Antonio Vuricla † (12 luglio 1773 - febbraio 1785 deceduto)
- Pietro Craveri, O.F.M. † (19 dicembre 1785 - 7 aprile 1788 nominato vescovo di Galtellì-Nuoro)
- Nicolò Timoni † (15 settembre 1788 - 18 novembre 1812 deceduto)[4]
  - Sede vacante (1812-1814)
- Francesco Saverio Dracopoli † (19 dicembre 1814 - 1º agosto 1821 deceduto)
  - Sede vacante (1821-1829)
- Ignazio Giacomo Giustiniani † (10 maggio 1829 - 10 marzo 1875 deceduto)
- Andrea Policarpo Timoni † (30 luglio 1875 - 13 maggio 1879 nominato arcivescovo di Smirne)
- Ignazio Nicolò Giustiniani † (13 maggio 1879 - 26 ottobre 1884 deceduto)
- Cesare Fedele Abbati, O.F.M. Ref. † (23 gennaio 1885 - 27 aprile 1890 dimesso[5])
- Dionisio Nicolosi † (6 giugno 1890 - 25 gennaio 1916 deceduto)
- Nicolas Charikiopoulos (Harikoupoulos) † (3 gennaio 1917 - 1º luglio 1939 deceduto)
  - Alessandro Guidati † (1939 - 22 febbraio 1947 dimesso) (amministratore apostolico)
  - Giovanni Francesco Filippucci † (29 maggio 1947 - 9 novembre 1959 deceduto) (amministratore apostolico)
  - Rocco Dellatolla † (1959 - 1961) (amministratore apostolico)
  - Ioánnis Perrís † (1961 - 29 aprile 1993 ritirato) (amministratore apostolico)
  - Nikólaos Printezis (29 aprile 1993 - 25 gennaio 2021 ritirato) (amministratore apostolico)
  - Josif Printezis, dal 25 gennaio 2021

## Statistiche
La diocesi nel 2023 su una popolazione di 209.600 persone contava 500 battezzati, corrispondenti allo 0,2% del totale.
| anno | popolazione | popolazione | popolazione | presbiteri | presbiteri | presbiteri | presbiteri                | diaconi | religiosi | religiosi | parrocchie |
| anno | battezzati  | totale      | %           | numero     | secolari   | regolari   | battezzati per presbitero | diaconi | uomini    | donne     | parrocchie |
| ---- | ----------- | ----------- | ----------- | ---------- | ---------- | ---------- | ------------------------- | ------- | --------- | --------- | ---------- |
| 1950 | 150         | 278.000     | 0,1         | 4          | 1          | 3          | 37                        |         | 4         | 10        | 3          |
| 1970 | 95          | 254.496     | 0,0         | 2          | 1          | 1          | 47                        |         | 1         | 10        | 2          |
| 1980 | 45          | 212.000     | 0,0         | 1          | 1          |            | 45                        |         |           | 5         | 3          |
| 1990 | 50          | 195.004     | 0,0         |            |            |            |                           |         |           |           | 3          |
| 1999 | 150         | 195.000     | 0,1         |            |            |            |                           |         |           |           | 3          |
| 2000 | 155         | 195.000     | 0,1         |            |            |            |                           |         |           |           | 3          |
| 2001 | 200         | 195.000     | 0,1         |            |            |            |                           |         |           |           | 6          |
| 2002 | 170         | 199.800     | 0,1         |            |            |            |                           |         |           |           | 3          |
| 2003 | 300         | 201.500     | 0,1         |            |            |            |                           |         |           |           | 3          |
| 2004 | 500         | 205.000     | 0,2         |            |            |            |                           |         |           |           | 3          |
| 2006 | 500         | 206.000     | 0,2         |            |            |            |                           |         |           |           | 3          |
| 2013 | 450         | 200.520     | 0,2         | 1          | 1          |            | 450                       |         |           |           | 3          |
| 2016 | 500         | 210.000     | 0,2         | ?          |            |            | ?                         |         |           |           | 3          |
| 2019 | 500         | 210.000     | 0,2         | ?          |            |            | ?                         |         |           |           | 3          |
| 2021 | 500         | 209.700     | 0,2         | 1          | 1          |            | 500                       |         |           |           | 3          |
| 2023 | 500         | 209.600     | 0,2         | 3          | 3          |            | 166                       |         |           |           | 3          |